# Lo spazzacamino principe
Lo spazzacamino principe è una commedia per musica in un atto del compositore portoghese Marcos António Portugal su libretto di Giuseppe Maria Foppa.
Fu rappresentata per la prima volta il 4 gennaio 1794 al Teatro San Moisè di Venezia. Fu uno dei successi maggiori del compositore portoghese e l'opera fu oggetto di numerose riprese sia in Italia (importante fu la rappresentazione allestita nel 1800 al Regio Teatro Ducale di Parma, dove fu allestito come il dramma giocoso Lo spazzacamino) che in tutta Europa, dove risulta essere stata data per buona parte dell'Ottocento, talvolta con titoli diversi (come  Der Schornsteinfeger Peter, oder Das Spiel des Ohngefährs e O basculho de chaminé) e subendo varianti e diversi adattamenti.
Nel complesso la musica dell'operina, come dal resto il testo del libretto, risulta essere assai esile, nella quale vengono impiegati gli elementi stilistici dell'opera in voga all'epoca (come ad es. la sinfonia introduttiva, costituita da un Allegro ripetuto). Neanche i recitativi secchi non sono particolarmente validi, in quanto troppo lunghi, didascalici e uggiosi. Ci sono però dei brani creativi come l'aria di Donna Flora Deh non tardate o la fuga conclusiva del quintetto Amabil marchesino.

## Struttura dell'opera
- Sinfonia
- Piano con gran giudizio
- Ma voi cari signori
- Affe' che non bisogna dormirci sopra
- Oh spazzacamin!
- Mi son quasi accoppato
- Che grazia, che brio
- Corpo di bacco
- Vezzosette donne belle
- Ah, che vita è mai questa?
- Che paura che ho avuta
- Vado...
- Eccellenza, se sente del rumore
- Ora va bene
- Mi son pur liberato
- E dalli pur
- Riverenze e di buon cuore
- Oh che bel pezzo!
- Signora cosa avete
- Ora sposino mio
- Oh che malanno è questo
- Deh non tardate
- Alon, presto
- Mi mette ora costui
- Ecco la birba
- Amabil marchesino
- Respiriamo una volta
- Due cose qui son certe
- Signore io sono un diavolo
- Che pazzo!
- Or marchesi siam davvero

## Trama
Un giovane marchese, avendo dei seri dubbi sulla fedeltà delle persone che lo circondano, decide di indagare in incognito indossando gli abiti dello spazzacamino Pierotto appena sceso dalla canna fumaria, il quale a suo volta prende volutamente le vesti del marchese. Del mascheramento sia del finto marchese che del finto spazzacamino nessuno se ne accorge, riuscendo ambedue a superare anche le situazioni più critiche: né la nobildonna Flora né la sua cameriera Rosina, le quali sono interessate al patrimonio e alla mano del marchese, e tanto meno i familiari Don Fabio e Giannino. Pierotto stando al gioco, consentirà al marchese di scoprire e smascherare i "malvagi". La commedia si conclude quindi con le doppie nozze del Marchese con Donna Flora e di Pierotto con Rosina.

## Rappresentazione in tempi moderni e registrazione
Questo lavoro di Portugal in tempi moderni è stato allestito e registrato (dal vivo) solo una volta, a Milano nel 2001: l'esecuzione fu affidata all'Orchestra da camera Milano, mentre la direzione ad Álvaro Cassuto.